# Wohnhäuser Große Dammstraße 28 bis 42
Die Gruppe Wohnhäuser Große Dammstraße 28 bis 42 in der niedersächsischen Samtgemeinde Land Hadeln, Gemeinde Otterndorf im Landkreis Cuxhaven, stammt aus dem 18. und 19. Jahrhundert. Aktuell (2024) werden sie als Wohnhäuser genutzt.
Die Gebäude stehen unter Denkmalschutz (siehe auch Liste der Baudenkmale in Otterndorf).

## Geschichte und Beschreibung
Otterndorf war der Hauptort des Landes Hadeln. 1400 erhielt er von Herzog Erich von Sachsen-Lauenburg das Stadtrecht. Als eine Längserschließung der Marktsiedlung verläuft als Stadterweiterung des 17. Jahrhunderts die Große Dammstraße parallel zur Markstraße. Der Straßenraum wird typischerweise begrenzt von eher kleinen giebelständigen Häusern aus Fachwerk und Backstein.
Das denkmalgeschützte Ensemble der eingeschossigen giebelständigen Wohnhäuser an der Großen Dammstraße besteht aus der
- Nr. 28 als Gebäude von um 1830 in Fachwerk mit Steinausfachungen, mit ziegelgedecktem Satteldach sowie regionaltypischer senkrechter Verbretterung im oberen Giebeldreieck;[2]
- Nr. 30 als Gebäude vom Ende des 18. Jahrhunderts in Fachwerk mit Steinausfachungen, mit ziegelgedecktem Satteldach und einer Utlucht;[3]
  - mit dem Speicher in der Straßenfront von um 1800 in Fachwerk mit Steinausfachungen und ziegelgedecktem Satteldach;[4]
- Nr. 32 als Gebäude aus der zweiten Hälfte des 19. Jahrhunderts in Backstein mit ziegelgedecktem Satteldach, sparsamem Backsteinschmuck und bauzeitlicher zweiflügeliger Eingangstür;[5]
- Nr. 34 als Gebäude aus der zweiten Hälfte des 19. Jahrhunderts in Backstein mit ziegelgedecktem Satteldach und sparsamem Backsteinschmuck; aktuell (2024) mit Töpferwerkstatt, Laden und Ausstellungsraum;[6]
- Nr. 38 als Gebäude vom Ende des 18. Jahrhunderts in Fachwerk mit Steinausfachung, mit ziegelgedecktem Satteldach und Utlucht sowie regionaltypischer senkrechter Verbretterung im oberen Giebeldreieck; einige Wände wurden teilweise in Backstein ersetzt;[7]
- Nr. 40 als Gebäude von um 1800 in Fachwerk mit Steinausfachung, mit ziegelgedecktem Mansarddach und Fassaden, die größtenteils in Backstein ersetzt wurden;[8]
- Nr. 42 als zweigeschossiges Gebäude aus der zweiten Hälfte des 19. Jahrhunderts in Backstein mit ziegelgedecktem vorspringenden Satteldach und Ladebalken, verklinkertes Erdgeschoss und Mittelgesims im Giebel.[9]

Das Landesdenkmalamt befand u. a.: „… Die Erhaltung der Bauten an der Großen Dammstraße mitsamt des gepflasterten Straßenraumes liegt aufgrund der geschichtlichen und städtebaulichen Bedeutung im öffentlichen Interesse …“